# Сајбер-ухођење
Сајбер ухођење (енгл. Cyberstalking) је употреба Интернетa или коришћење других електронских комуникација за ухођење или узнемиравање појединца, група појединаца, или организација. Оно може да садржи лажне оптужбе, праћење и претње, крађу идентитета, оштећења података или опреме, тражење малолетника за секс, или прикупљање информација како би се други узнемиравали. Дефиниција малтретирања мора да задовољи критеријум да је разумна особа, поседује исте информације, да ли би се сматрала довољно да изазове другој разумној особи патњу.. Сајберухођење се разликује од просторних или офлајн (она која нису на Интернету) ухођења. Међутим, то понекад доводи до тога, или је пропраћено са истим..

## Дефиниција
Ухођење је континуиран процес, који се састоји од низа активности, од којих сваки може бити потпуно легалан по себи. Етичар технологије професор Ламбер Раијкерс (Lambèr Royakkers) пише да:
"Ухођење је облик менталног напада, у којима извршилац више пута, непожељн, завирује у свакодневни живот жртве који ремети, са којим он нема однос (или више нема). Са мотивима који су директно или индиректно пратити у сфери афективног. Штавише, одвојена дела који се намећу не могу сами по себи довести до психичког злостављања, али могу када се узму заједно (кумулативни ефекат)."
СајберАнђели су писаоли о томе како да идентификују сајберухођење:
 При идентификацији сајберухођење „на терену“, а посебно када се разматра да ли пријавити некој од правних служби, следеће појмови или комбинацијом појмова може се сматрати да карактеришу праву ситуацију ухођења: пакост, умишљај, понављање, узнемиреност, опсесија, освета, не легитимни циљ, лично упућено, занмарена упозорења за прекид, малтретирање и претње.
Значајан број кључних фактора је идентификован:
- Лажне оптужбе. Многе сајбер уходе ће покушати да оштете углед њихове жртве и окрену друге људе против њих. Они постављају лажне информације о њима на сајтовима. Они могу поставе своје сајтове, блогове или корисничке странице за ту сврху. Они постављају детаље из живота жртава на форумима, чет собама или на другим локацијама на Интернету који су од јавног значаја, као што су Амазон или Википедија.[5]
- Покушаји да се прикупе информације о жртви. Сајбер уходе могу прићи пријатељима њихове жртве, породици и колегама са посла да би прикупили жртвине личне податке. Они се могу оглашавати за информацијама на интернету, или да ангажује приватног детектива. Они ће често пратити онлајн активности жртве и покушаће да прате њихову ИП адресу у настојању да прикупе више информација о својим жртвама.[6]
- Подстичу друге да малтретирају жртву. Многе сајбер уходе покушавају да укључе трећа лица у узнемиравања. Они могу да тврде да је жртва повредила уходиоца или њену/његову породицу на неки начин, или може поставити на интернет име жртве и број телефона како би се подстакао друге да се придруже у малтретирању.
- Лажна жртва. Сајберуходилац ће тврдити да је он/она жртва малтретирања. Боциј пише да је овај феномен је приметио у неколико познатих случајева.
- Напад на податке и опрему. Они могу покушати да оштети рачунар жртве слањем вируса.
- 'Наручивање робе и услуга'. Они наручују робу или се претплаћују на часописе у име жртве. Ово често укључује претплату за порнографске садржаје и часописе или наручују секс играчке да се доставе на радно место жртве.
- Договарање састанка. Млади људи се суочавају са посебно високим ризиком да сајбер уходиоци покушају уговорити састанке између њих.[7]

## Типови

### Жена
Узнемиравање и ухођење жена онлајн је уобичајено, а може да садржи претње силовањем и остале претње насиљем, као и објављивање личних података жена.
Они су крива за ограничавање активности жртава на мрежи или да их приморавају у потпуности да буду одсутани на интернету, тиме спречавајући њихово учешће у онлајн животу и подривају жртвину аутономију, достојанство, идентитет и могућности..

### Интимних партнера
Сајберухођење од интимних партнера је онлајн узнемиравање од стране садашњег или бившег партнера који су били у романтичној вези. То је такође облик насиља у породици, а стручњаци кажу да је његова сврха да контролише жртву у циљу подстицања социјалне изолације и стварању зависности.
Узнемиривачи могу слати вишеструке увредљиве или претеће е-маил поруке њиховим жртвама, пратити или пореметити жртвин е-маил, и користе налог жртве да шаљу е-маилове другима позирајући као жртве или користе њихову е-маил адресу ради купиовине робе или услуге која жртва не жели. Они такође могу да користе интернет да истраже и пореде личне податке о жртви, које ће касније упортебити за малтрерирање.

### Од стране анонимне сајбер мафије
Веб 2.0 технологије су омогућиле онлајн групама анонимних људи да се самоорганизују да би појединце засипали са клеветама, претњама насиљем и технолшко базираним нападима. Ово укључује објављивање лажи и монтираних фотографија, претње силовањем и друга врста насиља, постављање осетљивих личних податка о жртвама, слањ е-маилова штетних изјава о жртвама њиховим послодавцима и манипулишући претраживачима интернета како би штетан материјал о жртви био више истакнут у претраживачима. Жртве су често жене и мањине. Жртве често реагују на насиље старајући псеудониме на интернету или у потпуности престају са коришћењем интернета. Значајан пример онлајн мафијашког узнемиравања је искуство америчких програмер и блогерке Кети Сијера (engl. Kathy Sierra). Године 2007, група непознатих лица напала је Сијеру, претећи јој силовањем и дављењем, објављује њену кућну адресу и број осигурања, и поставили су њену монтирану фотографију. Уплашена, Сијера је отказла свја гостујућа предавања и искључила је свој блог, написавши „Ја се никада нећу осећати исто. Ја никада неће бити иста."
Експерти приписују деструктивну природу анонимне онлајн мафије групној динамици, рекавши да су групе са хомогеним ставовима имају тенденцију да постану екстремнији као чланови појачавају једни другима веровања, а не виде себе као појединце, па они губе осећај личне одговорност за своје деструктивне радње, они дехуманизују своје жртве, што их чини више спремни да се понашају деструктивно, и они постају агресивнији када верују да су подржани од стране ауторитета. [Категорија:Интернет провајдери[Интернет провајдери]] и власницима веб-сајтова су понекад криви за прећуткивање о овој врсти узнемиравања.

### Корпоративно сајберухођење
Корпоративно сајберухођење је када компанија узнемирава појединаца онлајн, или појединац или група појединаца узнемирава организацију. Мотиви за корпоративно сајберухођење су идеолошки, или укључују жељу за финансијску добит или освету.

## Кривци

### Профил
Прелиминарни рад СјераЛерој МекФарлен (енгл. SierraLeroy McFarlane) и Пол Боциј (енгл. Paul Bocij) је идентификовао четири типа сајбер уходитеља : осветољубиви сајберуходитељи познати по жестин њихових напада, сталожен сајберуходитељ чији мотив је да нервира, интимнан сајберуходитељ који покушава да ступи у везу са жртвом и колективни сајберуходитељи групе са мотивом. Према Антонију Цхацон Медину (шп. Kathy Sierra), аутор књиге Ново лице Интернета: Ухођење, (шп. Una nueva cara de Internet, El acoso), општи профил узнемиравача је „хладан“, са мало или нимало поштовања за друге. Ухода је „грабљивац“ који може да стрпљиво сачека угрожене жртве док се не појаве, као што су жене или деца, или може уживати пратити одређену особу, да ли та особа њему била лично позната или не. Узнемиравач ужива и демонстрира своју моћ да се би и психички оштетио жртву.

### Понашања
Сајберуходе налазе своје жртве користећи претраживаче, онлајн форуме, сајтове за оглашавање и дискусије, собе за причање, а однедавно и преко страница социјалних мрежа као што су Мајспејс, Фејсбук, Bebo, Friendster, Твитер, и Индимедија, медијска кућа позната по самиздату. Они могу да се укључе у онлајн причаонице ради узнемиравања или Фламинга или могу слати рачунарске вирусе и нежељену е-пошту. Сајберуходе могу истраживати појединце да би „хранили“ своје опсесије и радозналост. Насупрот томе, деловања сајберухода могу да постану интензивнија, као што је узастопно слање инстант прука њиховим жртвама.
Знатно чешће ће постављати клеветничке или увредљиве изјаве о њиховој мети ухођења на веб страницама, интернет форумима и књигама утисака са намером да добије реакцију или одговор од њихове жртве, чиме би иницирали контакт са жртвом. У неким случајевима, они знају да праве лажне блогове у име жртве који садржи клевете или блогове са порнографским садржајем.
Када су приведени, многе од њих покушавају да оправдају своје понашање базирано на основу њиховог коришћења јавних форума, насупрот директном контакту. Једном када добију порвратну реакцију од жртве, они ће обично покушати да прате активности жртве на интернету. Класичан понашање сајберуходиоца укључује и праћење ИП адресе жртве у покушају да сазна податка о месту пребивалишта жртве или о месту рада.
Неки случајеви сајберухођења могу да еволуирају чак и до појаве физичког ухођења, а жртва може доживети узнемиравајуће и претеће телефонске позиве, вандализма, претње, пресретања и физички напад. Штавише, многи физички уходиоци ће искористити сајберухођење као још један начин малтретирају своје жртве.
Студија из 2007, коју је предводио Пејџ Паџет са Универзитета у Тексасу Научни Центар Здравља, утврдио да жене не предузимају висок степен сигурност у потрази за љубављу на Интернету.

## Законодавство о сајберухођењу

### Сједињене Америчке Државе
Тренутни Федерални закон против сајбер-ухођења налази се на 47 УСЦ сек. 223.
Први амерички закон о сајберухођењу ступио је на снагу 1999. године у Калифорнији. Друге државе укључују забрану против сајберухођења уклјучују у законе о узнемиравању или прогањањању. У Флориди, ХБ 479 је уведен у 2003 да забрани сајберухођење. Тај закон је потписан у октобру 2003.

### Аустралија
У Аустралији, Амадман закона о Ухођењу (1999) укључује коришћење било ког облика технологије за напад на мету као облика „кривичног гоњења“ .

### Велика Британија
У Великој Британији, Закон о Злонамерним комуникације (1998) сајберухођење класификовано је као кривично дело.

### Шпанија
У Шпанији, информације о сајбер-криминалу на анонимном начин можете да добијете од четири безбедносна органа:
- у Каталонија
- у Баскији

### Република Србија
У Србији, која је потписница Конвенције о Сајбер криминалу и која такође има посебно тужилаштво за виокотехнолошки криминал не постоји довољно правних регулатива која уређују ову област. Али као земља у транзицији невладин сектор је у експанзији, па тако постоје више Невладиних организација која се баве овим проблемом и једна од њих је 
- НООР – која за један од циљева има креирање безбедности на интернету.